# Diathraustodes leucotrigona
Diathraustodes leucotrigona là một loài bướm đêm trong họ Crambidae.